# Паусини
Паусините (Paussinae) са подсемейство бръмбари бегачи, повечето от които са специализирани мирмекофили живещи в гнездата на мравки. Известни са около 780 вида паусини, от които в Европа се срещат два вида, а в България – един (Paussus turcicus).

## Систематика
Съвременната класификация разделя подсемейство Paussinae (780 вида) на четири трибуса:
| Трибус        | Видове | Разпространение |
| ------------- | ------ | --------------- |
| Metriini      | 3      | Холарктика      |
| Ozaenini      | ≈210   | пантропичен     |
| Paussini      | ≈560   | космополитен    |
| Protopaussini | 8      | Индо-Малайзия   |